# Francisco Grima Aguilera
Francisco Grima Aguilera (n. Barcelona, 5 de febrero de 1987) más conocido como Fran Grima es un futbolista español que juega de lateral derecho en las filas del C. F. Badalona Futur de la Segunda Federación.

## Trayectoria
Fran Grima es un jugador nacido en Barcelona formado en equipos modestos del fútbol catalán como el Terrassa FC y UE Sant Andreu de Tercera División.
En la temporada 2008-09, tendría su primera experiencia en las Islas Baleares, donde llegaría para jugar en el Atlético Baleares.
Tras su regreso a la UE Sant Andreu, en la temporada 2010-11 jugaría en el filial del RCD Espanyol.
En la temporada 2012-13, jugaría en las filas del Terrassa FC de Tercera División.
En la temporada 2013-14, firma por el CF Badalona de Segunda División B, en el que jugaría durante cuatro temporadas, con una media de 36 partidos jugados en las tres últimas temporadas, siendo el capitán de su equipo. 
En verano de 2017, firma por el RCD Mallorca de Segunda División B, en el que jugaría durante la primera vuelta de la competición.
En enero de 2018, firma por el UCAM Murcia CF de Segunda División B, en el que juega la segunda parte de la temporada cedido por el RCD Mallorca.
El 18 de julio de 2018, Fran se unió al UD Ibiza de la Segunda División B.
En la temporada 2019-20, jugaría 21 partidos en los que anotaría un gol en Copa del Rey frente al Pontevedra CF.
En la temporada 2020-21, jugaría 23 partidos la Segunda División B.
El 23 de mayo de 2021, logra el ascenso a la Segunda División de España, tras vencer en la final de la eliminatoria de ascenso al UCAM Murcia CF en el Nuevo Vivero.
Tras 5 temporadas y 121 encuentros con el conjunto balear, al final de la temporada 2022-23 abandonaría la entidad. Más tarde, el 31 de agosto de 2023, firmaría por el C. D. Badajoz de la Segunda Federación.
Al finalizar la temporada quedaría libre, fichando el 31 de julio de 2024 por el C. F. Badalona Futur de la Segunda Federación.

## Clubes
| Club              | País   | Año       |
| ----------------- | ------ | --------- |
| Terrassa FC       | España | 2006-2007 |
| UE Sant Andreu    | España | 2007-2008 |
| Atlético Baleares | España | 2008-2009 |
| UE Sant Andreu    | España | 2009-2010 |
| RCD Espanyol B    | España | 2010-2011 |
| UE Sant Andreu    | España | 2011-2012 |
| Terrassa FC       | España | 2012-2013 |
| CF Badalona       | España | 2013-2017 |
| RCD Mallorca      | España | 2017-2018 |
| UCAM Murcia CF    | España | 2018      |
| UD Ibiza          | España | 2018-2023 |
| CD Badajoz        | España | 2023-2024 |
| CF Badalona Futur | España | 2024-Act. |